# Alaskacephale
Alaskacephale ("cabeça do Alasca") é um gênero representado por uma única espécie de dinossauro marginocéfalo paquicefalosaurino, que viveu no período Cretáceo, cerca de 83 a 71 milhões anos no Campaniano, na atual América do Norte.
Alaskacephale foi nomeado por Robert Sullivan em 2006, o nome do gênero é referente ao estado do Alasca, onde o fóssil foi descoberto. A espécie foi nomeada em honra ao paleontólogo Roland Gangloff. Seus restos foram descobertos na Formação Prince Creek.